# Separ
Separ, pseudonimo di Michael Kmeť (Bratislava, 18 novembre 1986), è un rapper slovacco.

## Biografia
Separ, membro integrante del gruppo musicale di successo DMS dal 2002, ha fatto il suo esordio da solista con l'album in studio Buldozér (2012), certificato platino dalla ČNS IFPI.
Il secondo LP Pirát (2014) è stato susseguito dal disco Pancier (2017), numero uno in patria e arrivato 6º nella CZ Albums. OG, uscito nell'aprile 2020, si è fermato anch'esso in vetta alla graduatoria slovacca e sul podio di quella ceca.
Nel marzo 2023 è stato reso disponibile per il consumo il quinto disco, intitolato Flowdemort; il progetto ha infranto il primato dell'album più riprodotto in 24 ore di sempre a livello nazionale su Spotify con 1,2 milioni di stream. Lo stesso, numero uno in Slovacchia per svariate settimane e classificatosi 2º in Cechia, ha completato due anni senza uscire fuori dalla top ten nazionale. Tutte le diciotto tracce hanno fatto il debutto nella top 20 slovacca; quella più fortunata è stata Sunset, in duetto con Jerry Lee e PTK, che ha guidato la hit parade nazionale per oltre quindici settimane.
Neviem, che ha segnato il suo ritorno sulle scene musicali in due anni, è stato il suo primo progetto a finire al vertice della CZ Albums e il quarto a eseguire tale risultato in quella slovacca. L'album ha superato gli 1,4 milioni di stream in meno di 24 ore sul servizio musicale svedese, stabilendo un nuovo primato per un disco in slovacco sulla piattaforma. Le diciassette tracce sono comparse tra le prime 20 posizioni della hit parade slovacca.

## Discografia

### Da solista

#### Album in studio
- 2012 – Buldozér
- 2014 – Pirát
- 2017 – Pancier
- 2020 – OG
- 2023 – Flowdemort
- 2025 – Neviem

#### Album video
- 2018 – Pancier Tour

#### EP
- 2024 – Dovidenia

#### Singoli
- 2013 – Už (con 4D e Majk Spirit feat. Sketa, Decko, Slipo & Bacil)
- 2014 – Viem
- 2016 – Nakazený 2
- 2017 – Pancier
- 2017 – Ja som OK (con Čis T, MadSkill e Dame)
- 2018 – Výborný človek (con DJ Wich e Lvcas Dope)
- 2018 – KPR (con Baštrng)
- 2018 – Royal (con Strapo e Čis T)
- 2019 – Smgo5 (feat. Victor Rutty, Ego, Vladimir 518 & Hugo (TSR))
- 2020 – OG
- 2020 – Všetci za jedného (con Tina e Tomi Popovič)
- 2020 – Odjebem strop
- 2020 – Hood Hero Brand
- 2021 – 2020
- 2021 – Choices (con Marpo e SpecialBeatz)
- 2021 – Katakomby (con Dokkeytino)
- 2021 – G.U.C.C.I. (con Jerry Lee, Ego, Palermo e i Nerieš)
- 2021 – Generácia (con Lil Ash)
- 2021 – Démon (con Saimonsa)
- 2021 – Povedz to nahlas! (con Jana Kirschner)
- 2021 – Žijem best život (con Frayer Flexking)
- 2022 – Hodváb (con P.A.T.)
- 2022 – Karma (con Momo e Hoodini)
- 2022 – Flow Kmeť
- 2022 – Šecky love na handry (con Frayer Flexking)
- 2022 – New York Freestyle
- 2022 – Testy (con Alan Murin e Pil C)
- 2023 – Asi (con Oskar e Rikko)
- 2023 – Sunset (con Jerry Lee e PTK)
- 2023 – Wake Up (con Fobia Kid)
- 2023 – Amonit RMX (con Paulie Garand)
- 2023 – Bekstejdž (con Kali e Peter Pann)
- 2023 – Bejšíí (con Peter Pann)
- 2024 – Zadarmo
- 2024 – OG (con Palermo)
- 2024 – Pac-man (con Michajlov)
- 2024 – Prvotriedna dráma (con Call Dominika e Peter Pann)
- 2024 – Misshit (con i Nerieš)
- 2024 – 7digits
- 2025 – Zub za zub (con Raphael)

### DMS
- 2008 – Teraz už naozaj
- 2011 – Čo sa stalo?!
- 2015 – MMXV
- 2018 – Prepáčte
- 2019 – MDMS
- 2021 – Huhu

## Tournée
- 2023 – Flowdemort Tour

## Filmografia
- Lóve 2, regia di Jakub Kroner (2024)